# Eugen Milch
Eugen Milch, född 1889 i Österrike, död 1958, var en österrikisk läkare och konstnär.
Han var från 1925 gift Emma Bormann. I början av 1920-talet reste han runt i Europa tillsammans med sin blivande fru på en kombinerad studie- och målarresa. Paret besökte Sverige 1924 och tillsammans med sin blivande fru och Oskar Bergman ställde han ut ett flertal svenska porträtt, interiörer från järnverken i Avesta och Bofors samt stadsbilder från Stockholm, Lund och Uppsala på Liljevalchs konsthall 1924.